# Wuppertaler Wirtschaftspreis

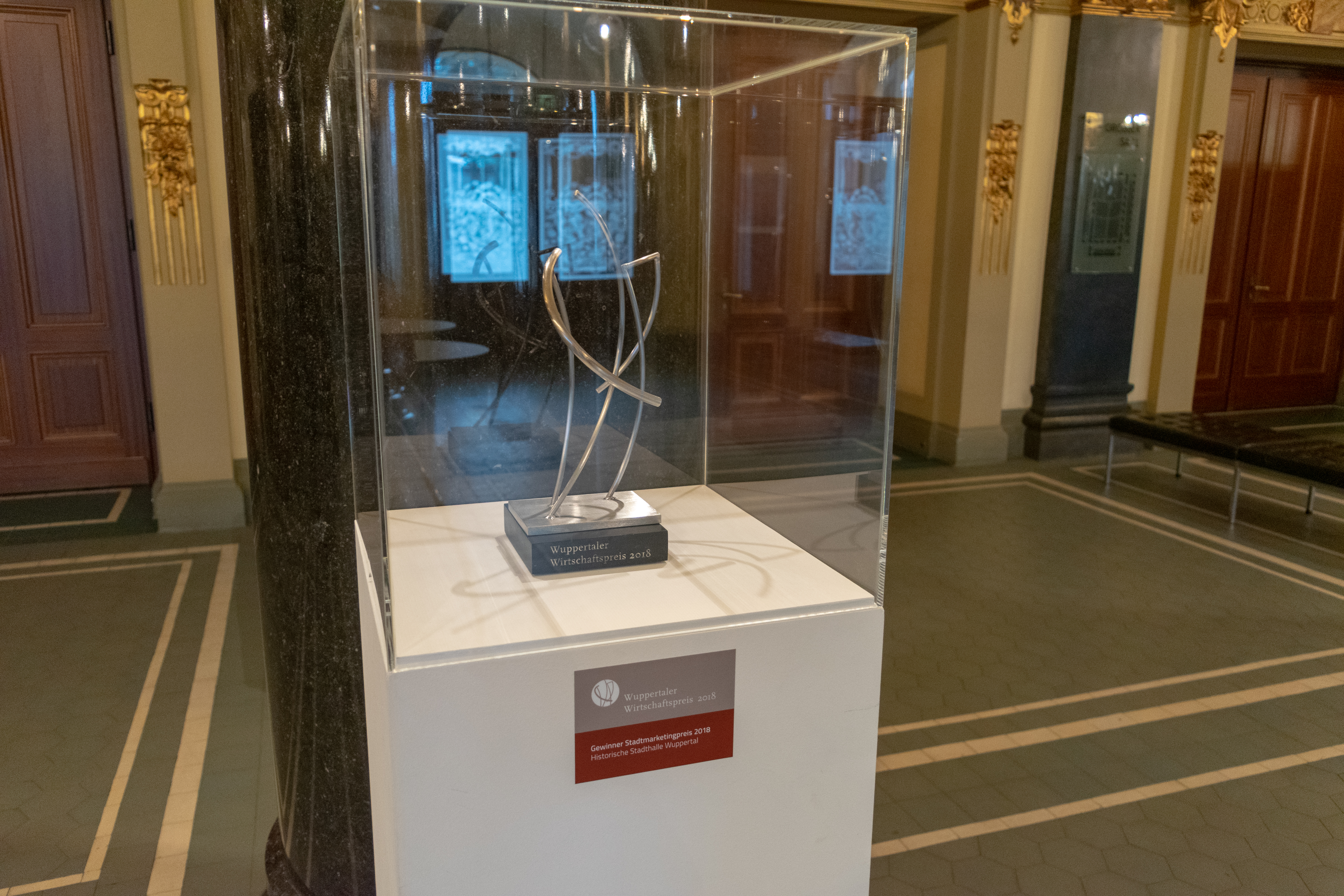
Der Wuppertaler Wirtschaftspreis, hier die Auszeichnung an die Historische Stadthalle Wuppertal (2018 verliehen)

Der Wuppertaler Wirtschaftspreis ist eine undotierte Auszeichnung für Unternehmen, Institutionen und Privatpersonen aus Wuppertal. Er wird seit 2003 jährlich für besondere Leistungen vergeben und steht unter der Schirmherrschaft des Oberbürgermeisters.

## Preiskategorien

### Unternehmen des Jahres
Die wichtigste Kategorie ist die Auszeichnung Unternehmen des Jahres, die im Jahr 2008 ausschließlich Handwerksunternehmen vorbehalten war. Teilnahmebedingung ist, dass das Unternehmen seinen Stammsitz oder eine bedeutende Niederlassung seit wenigstens drei Jahren in Wuppertal hat, sich durch besondere Managementleistungen oder eine besondere Investitionstätigkeit profiliert und gesellschaftliches Engagement zeigt.
Die Preisträger waren:
2003 – RIEDEL Funk- & Intercomtechnik
2004 – Brose Schließsysteme GmbH
2005 – KNIPEX-Werk C. Gustav Putsch KG
2006 – Akzenta GmbH & Co. KG
2007 – Walter Klein GmbH & Co. KG
2008 – Bäckerei + Vollkornmühle Myska
2009 – GEPA – The Fair Trade Company
2010 – Einkaufsbüro deutscher Eisenhändler (EDE GmbH)
2011 – Druckhaus Ley + Wiegandt
2012 – Netzkern AG
2013 – Bayer AG
2014 – Coroplast Fritz Müller GmbH und Co. KG
2015 – Heinz Berger Maschinenfabrik GmbH & Co. KG
2016 – Gebr. Becker GmbH
2017 – KA Schmersal GmbH und Co. KG
2018 – radprax Gesellschaft für Medizinische Versorgungszentren mbH
2019 – Aicuris GmbH & Co.KG
2020 – Aptiv Services Deutschland GmbH
2022 – Policks Backstube GmbH
2023 – Huehoco GmbH
2024 – KNIPEX-Werk C. Gustav Putsch KG

### Jungunternehmen des Jahres
Eine zweite Auszeichnung wird in der Kategorie „Jungunternehmen des Jahres“ vergeben. Das Unternehmen darf höchstens fünf Jahre alt sein und muss nachweisbar erfolgreich arbeiten. Ausgezeichnet wurden:
2003 – Steuratech GmbH
2004 – CETEQ GmbH & Co. KG
2005 – Hansen Ingenieure
2006 – Modemobil GmbH
2007 – mayerundthiele
2008 – Rentapneu GmbH
2009 – annos GmbH
2010 – Kita|Concept GmbH
2011 – WaveScape Technologies GmbH
2012 – Crossboccia GmbH
2013 – TFI GmbH
2014 – My Cocktail Taxi
2015 – Institut für Qualitäts- und Zuverlässigkeitsmanagement (IQZ)
2016 – International Education Centers GmbH (IEC)
2017 – Outside the Club
2018 – Entrance GmbH Wuppertal
2019 – Cremeeis GmbH & Co. KG
2020 – verpackmeinnicht
2022 – PREVENCY
2023 – WandelWerker GmbH
2024 – Painit Asset Management

### Stadtmarketingpreis
In der Kategorie „Stadtmarketingpreis“ wird der Preis an Firmen, Privatleute, Vereine und Organisationen verliehen, die Wuppertal in einer positiven Weise bekannter gemacht haben:
2003 – Dinnebier Licht GmbH
2004 – Dr. Werner Jackstädt-Stiftung
2005 – Tanztheater Pina Bausch
2006 – Zoo-Verein Wuppertal e. V.
2007 – Wuppertalbewegung e. V.
2008 – Wuppertaler Kurrende
2009 – Skulpturenpark Waldfrieden
2010 – Wuppertal Institut für Klima, Umwelt, Energie GmbH
2011 – Von der Heydt-Museum
2012 – Junior-Uni Wuppertal
2013 – Sinfonieorchester Wuppertal
2014 – Bergische Universität Wuppertal
2015 – Bergischer Handball-Club 06
2016 – Utopiastadt
2017 – Wuppertaler Schwebebahn
2018 – Historische Stadthalle Wuppertal
2019 – Schwebebahnlauf e. V.
2020 – Gregor Eisenmann, Licht- und Medienkünstler
2022 – Circular Valley
2023 – Visiodrom
2024 – WupperOne929 UrbanArt e. V.

## Gremium
Der Preis wird getragen von der Wuppertal Marketing GmbH, der Stadtsparkasse und dem Stadtmarketingverein Wuppertal Aktiv e. V. Die Mercedes-Niederlassung Wuppertal/Solingen/Remscheid und Versatel fungieren als Ko-Veranstalter. Sponsoringpartner sind Barmenia Versicherungen, Rinke Gruppe, WSW Wuppertaler Stadtwerke und die Agentur oundm Design.